# Chris Smalling
Christopher „Chris” Lloyd Smalling (London, 1989. november 22. –) angol válogatott labdarúgó, az el-Fajhá játékosa.

## Pályafutása

### Maidstone United
Smalling a Charlton Athletic és a Millwall ifiakadémiáján is megfordult, de egyik helyen sem kapott profi szerződést. 2006-ban került a Maidstone Unitedhez, ahol sikerült megállapodnia. 17 évesen, egy Canvey Island elleni mérkőzésen debütált a felnőttek között. Két hónappal később a bajnokságban is lehetőséget kapott, a Heybridge Swifts ellen. A 2-1-re elvesztett meccsen végig a pályán volt. A Maidstone-ban összesen 12 bajnokin játszott, utolsó mérkőzésén, az East Thurrock United ellen gólt is szerzett.

### Fulham
A Maidstone Unitedben nyújtott remek teljesítménye miatt több csapat is felfigyelt rá. 2008 nyarán a Middlesbrough és a Fulham harcolt érte, végül a londoniakhoz igazolt. 2009. május 24-én, a 2008/09-es szezon utolsó meccsén debütált a Premier League-ben, az Everton ellen. 2009. július 8-án, egy Gold Coast United elleni barátságos meccsen léphetett először pályára kezdőként a fehér mezeseknél.

### Manchester United
2010. január 26-án hivatalosan is bejelentették, hogy a Fulham elfogadta a Manchester United ajánlatát Smallingért. A szerződés értelmében a védő a 2010/2011-es idény kezdetén érkezik majd a csapathoz.
Smalling első tétmérkőzésére 2010. augusztus 8-án került sor Chelsea elleni FA Community Shield döntőjében. A második félidőben csereként behozták és jó egyéni teljesítményével máris egy remek lejátszott meccset tudhatott maga mögött.
A Premier Leagueben a West Ham elleni 3-0-s győzelem alkalmával 2010. augusztus 28-án lépett pályára először amikor is a 74. percben váltotta Jonny Evanst.
2010. szeptember 14-én bemutatkozott Bajnokok Ligájában is a skót Glasgow Rangers ellen az Old Traffordon.
Első gólját a Vörös Ördögök színeiben 2010. szeptember 22-én szerezte Pak Csiszong passzát követően a Scunthorpe United ellen az Angol Ligakupa harmadik fordulójában.
A szezon második felében Jonny Evans formahanyatlása és Rio Ferdinand sérülései miatt Ferguson bizalmat adott Smallingnak, így hétről-hétre már ő volt Nemanja Vidic párja a védelem tengelyében. Az ifjú angol meghálálta a belé vetett bizalmat és remek teljesítményével elkápráztatta az edzőt és a szurkolókat akik már az "új Rio Ferdinand" ként emlegették. Kezdőként lépett pályára többek közt az ősi rivális Liverpool ellen az Anfielden, a városi rangadón a Manchester City ellen, az Arsenal elleni FA Kupa 6. fordulójában, az Olympique Marseille - Manchester United Bajnokok Ligája mérkőzés egyenes kieséses szakaszában, valamint szerephez jutott kezdőként a Chelsea ellen is a bajnokságban. Ferdinand felépülése után ismét háttérbe szorult és a szezon vége felé már kevesebbet játszott, de sérülés esetén bármikor lehetett rá számítani a védelem tengelyében vagy akár a védelem szélén.
Első manchesteri szezonját 33 pályára lépéssel és egy góllal zárta.
A jól sikerült debütáló éve után 2011. július 8-án a csapattal egy új, 5 éves szerződést írt alá.

## Válogatott
A Fulhamben nyújtott teljesítményének köszönhetően az U20-as angol válogatottnál is felfigyeltek rá. 2009. április 2-án egy félidőt játszhatott Olaszország ellen. 2009. augusztus 11-én, Hollandia ellen az U21-es csapatban is bemutatkozhatott.

## Sikerei, díjai
- Manchester United
  - FA Community Shield Győztes: 2010, 2011, 2013
  - Premier League Bajnok: 2011, 2013
  - FA kupa: 2016
  - Ligakupa: 2016–17
  - Európa-liga: 2016–17[1]
- AS Roma
  - UEFA Konferencia Liga: 2021–22

## Külső hivatkozások
- Chris Smalling pályafutásának statisztikái a Soccerbase oldalon (angolul)

- Chris Smalling adatlapja a Fulham honlapján

## Fordítás
Ez a szócikk részben vagy egészben  a   Chris Smalling című angol Wikipédia-szócikk fordításán alapul.  Az eredeti cikk szerkesztőit annak laptörténete sorolja fel. Ez a jelzés csupán a megfogalmazás eredetét és a szerzői jogokat jelzi, nem szolgál a cikkben szereplő információk forrásmegjelöléseként.